# 克氏無鰭蛇鰻
克氏無鰭蛇鰻為輻鰭魚綱鰻鱺目糯鰻亞目蛇鰻科的其中一種，分布於印度西太平洋區，包括東非、南非、留尼旺、馬爾地夫、聖誕島、澳洲、新喀里多尼亞、馬紹爾群島、夏威夷群島海域，棲息深度10-25公尺，體長可達40公分，棲息在沙泥底質海域，會將身體埋藏於沙泥中，屬肉食性，以甲殼類、小魚等為食。

## 擴展閱讀
維基物種上的相關：克氏無鰭蛇鰻